# Тениско првенство Квинс клуба
Тениско првенство Квинс клуба је тениски турнир за мушкарце из АТП серије 500. Одржава се сваке године у Лондону на травнатим теренима Квинс клуба још од 1890. године, што га чини једним од најстаријих турнира на свету.
Тренутни, спонзорски назив турнира је cinch Championships.
Од 2018. до 2019. носио је име Fever-Tree Championships. Од 2009. до 2017. био је познат по називу Aegon Championships а од 1979. до 2008. звао се Stella Artois Championships.
По четири титуле освајали су Макенро, Бекер као и Лејтон Хјуит и Енди Родик који су доминирали у првој деценији 21. века. Рекордер са пет титула у појединачној конкуренцији је Енди Мари.
Турнир у Квинсу је добитник признања за АТП 500 турнир године (ATP 500 Tournament of the Year) за 2015, 2016. и 2018. Освајао је награду и за најбољи турнир АТП 250 серије, 2013. и 2014. године.

## Протекла финала

### Појединачно
oд 1969. године
| Година     | Победник                               | Финалиста                              | Резултат                               |
| ---------- | -------------------------------------- | -------------------------------------- | -------------------------------------- |
| 1969.      | Фред Стол                              | Џон Њуком                              | 6:3, 22:20                             |
| 1970.      | Род Лејвер                             | Џон Њуком                              | 6:4, 6:3                               |
| 1971.      | Стен Смит                              | Џон Њуком                              | 8:6, 6:3                               |
| 1972.      | Џими Конорс                            | Џон Пејш                               | 6:2, 6:3                               |
| 1973.      | Илије Настасе                          | Роџер Тејлор                           | 10:8, 6:3                              |
| 1974–1976. | Није одржано                           | Није одржано                           | Није одржано                           |
| 1977.      | Раул Рамирез                           | Марк Кокс                              | 9:7, 7:5                               |
| 1978.      | Тони Роуч                              | Џон Макенро                            | 8:6, 9:7                               |
| 1979.      | Џон Макенро                            | Виктор Печи                            | 6:7, 6:1, 6:1                          |
| 1980.      | Џон Макенро (2)                        | Ким Ворик                              | 6:3, 6:1                               |
| 1981.      | Џон Макенро (3)                        | Брајан Готфрид                         | 7:6, 7:5                               |
| 1982.      | Џими Конорс (2)                        | Џон Макенро                            | 7:5, 6:3                               |
| 1983.      | Џими Конорс (3)                        | Џон Макенро                            | 6:3, 6:3                               |
| 1984.      | Џон Макенро (4)                        | Лејф Ширас                             | 6:1, 3:6, 6:2                          |
| 1985.      | Борис Бекер                            | Јохан Крик                             | 6:2, 6:3                               |
| 1986.      | Тим Мејот                              | Џими Конорс                            | 6:4, 2:1 (предаја)                     |
| 1987.      | Борис Бекер (2)                        | Џими Конорс                            | 6:7, 6:3, 6:4                          |
| 1988.      | Борис Бекер (3)                        | Стефан Едберг                          | 6:1, 3:6, 6:3                          |
| 1989.      | Иван Лендл                             | Христо ван Ренсбург                    | 4:6, 6:3, 6:4                          |
| 1990.      | Иван Лендл (2)                         | Борис Бекер                            | 6:3, 6:2                               |
| 1991.      | Стефан Едберг                          | Дејвид Витон                           | 6:2, 6:3                               |
| 1992.      | Вејн Фереира                           | Шузо Мацуока                           | 6:3, 6:4                               |
| 1993.      | Михаел Штих                            | Вејн Фереира                           | 6:3, 6:4                               |
| 1994.      | Тод Мартин                             | Пит Сампрас                            | 7:6(7:4), 7:6(7:4)                     |
| 1995.      | Пит Сампрас                            | Ги Форже                               | 7:6(7:3), 7:6(8:6)                     |
| 1996.      | Борис Бекер (4)                        | Стефан Едберг                          | 6:4, 7:6(7:3)                          |
| 1997.      | Марк Филипусис                         | Горан Иванишевић                       | 7:5, 6:3                               |
| 1998.      | Скот Дрејпер                           | Лоренс Тилеман                         | 7:6(7:5), 6:4                          |
| 1999.      | Пит Сампрас (2)                        | Тим Хенман                             | 6:7(1:7), 6:4, 7:6(7:4)                |
| 2000.      | Лејтон Хјуит                           | Пит Сампрас                            | 6:4, 6:4                               |
| 2001.      | Лејтон Хјуит (2)                       | Тим Хенман                             | 7:6(7:3), 7:6(7:3)                     |
| 2002.      | Лејтон Хјуит (3)                       | Тим Хенман                             | 4:6, 6:1, 6:4                          |
| 2003.      | Енди Родик                             | Себастијан Грожан                      | 6:3, 6:3                               |
| 2004.      | Енди Родик (2)                         | Себастијан Грожан                      | 7:6(7:4), 6:4                          |
| 2005.      | Енди Родик (3)                         | Иво Карловић                           | 7:6(9:7), 7:6(7:4)                     |
| 2006.      | Лејтон Хјуит (4)                       | Џејмс Блејк                            | 6:4, 6:4                               |
| 2007.      | Енди Родик (4)                         | Никола Маи                             | 4:6, 7:6(9:7), 7:6(7:2)                |
| 2008.      | Рафаел Надал                           | Новак Ђоковић                          | 7:6(8:6), 7:5                          |
| 2009.      | Енди Мари                              | Џејмс Блејк                            | 7:5, 6:4                               |
| 2010.      | Сем Квери                              | Марди Фиш                              | 7:6(7:3), 7:5                          |
| 2011.      | Енди Мари (2)                          | Жо-Вилфрид Цонга                       | 3:6, 7:6(7:2), 6:4                     |
| 2012.      | Марин Чилић                            | Давид Налбандијан                      | 6:7(3:7), 4:3 (дисквалификација)       |
| 2013.      | Енди Мари (3)                          | Марин Чилић                            | 5:7, 7:5, 6:3                          |
| 2014.      | Григор Димитров                        | Фелисијано Лопез                       | 6:7(8:10), 7:6(7:1), 7:6(8:6)          |
| 2015.      | Енди Мари (4)                          | Кевин Андерсон                         | 6:3, 6:4                               |
| 2016.      | Енди Мари (5)                          | Милош Раонић                           | 6:7(5:7), 6:4, 6:3                     |
| 2017.      | Фелисијано Лопез                       | Марин Чилић                            | 4:6, 7:6(7:2), 7:6(10:8)               |
| 2018.      | Марин Чилић (2)                        | Новак Ђоковић                          | 5:7, 7:6(7:4), 6:3                     |
| 2019.      | Фелисијано Лопез (2)                   | Жил Симон                              | 6:2, 6:7(4:7), 7:6(7:2)                |
| 2020.      | Није одржано — пандемија вируса корона | Није одржано — пандемија вируса корона | Није одржано — пандемија вируса корона |
| 2021.      | Матео Беретини                         | Камерон Нори                           | 6:4, 6:7(5:7), 6:3                     |
| 2022.      | Матео Беретини (2)                     | Филип Крајиновић                       | 7:5, 6:4                               |
| 2023.      | Карлос Алкараз                         | Алекс де Минор                         | 6:4, 6:4                               |

### Парови
oд 1969. године
| Година     | Победници                                                            | Финалисти                                                            | Резултат                               |
| ---------- | -------------------------------------------------------------------- | -------------------------------------------------------------------- | -------------------------------------- |
| 1969.      | Овен Дејвидсон Денис Ралстон                                         | Ове Бенгтсон Томаз Кох                                               | 8:6, 6:3                               |
| 1970.      | Том Окер Марти Рисен                                                 | Артур Еш Чарли Пасарел                                               | 6:4, 6:4                               |
| 1971.      | Том Окер (2) Марти Рисен (2)                                         | Стен Смит Ерик ван Дилен                                             | 8:6, 4:6, 10:8                         |
| 1972.      | Џим Макманус Џим Озборн                                              | Јирген Фасбендер Карл Мајлер                                         | 4:6, 6:3, 7:5                          |
| 1973.      | Том Окер (3) Марти Рисен (3)                                         | Реј Келди Рејмонд Мур                                                | 6:4, 7:5                               |
| 1974–1976. | Није одржано                                                         | Није одржано                                                         | Није одржано                           |
| 1977.      | Ананд Амритраж Виџај Амритраж                                        | Џон Лојд Дејвид Лојд                                                 | 6:1, 6:2                               |
| 1978.      | Боб Хјуит Фру Макмилан                                               | Фред Макнер Раул Рамирез                                             | 6:2, 7:5                               |
| 1979.      | Тим Галиксон Том Галиксон                                            | Марти Рисен Шервуд Стјуарт                                           | 6:4, 6:4                               |
| 1980.      | Род Фроли Џеф Мастерс                                                | Пол Макнами Шервуд Стјуарт                                           | 6:2, 4:6, 11:9                         |
| 1981.      | Пет Дупре Брајан Тичер                                               | Кевин Карен Стив Дентон                                              | 3:6, 7:6, 11:9                         |
| 1982.      | Џон Макенро Питер Ренерт                                             | Виктор Амаја Ханк Фистер                                             | 7:6, 7:5                               |
| 1983.      | Брајан Готфрид Пол Макнами                                           | Кевин Карен Стив Дентон                                              | 6:4, 6:3                               |
| 1984.      | Пет Кеш Пол Макнами (2)                                              | Бернард Митон Буч Волтс                                              | 6:4, 6:3                               |
| 1985.      | Кен Флак Роберт Сегусо                                               | Пет Кеш Џон Фицџералд                                                | 3:6, 6:3, 16:14                        |
| 1986.      | Кевин Карен Ги Форже                                                 | Дарен Кејхил Марк Крацман                                            | 6:2, 7:6                               |
| 1987.      | Ги Форже (2) Јаник Ноа                                               | Рик Лич Тим Посат                                                    | 6:4, 6:4                               |
| 1988.      | Кен Флак (2) Роберт Сегусо (2)                                       | Питер Олдрич Дани Висер                                              | 6:2, 7:6                               |
| 1989.      | Дарен Кејхил Марк Крацман                                            | Тим Посат Лори Вордер                                                | 7:6, 6:3                               |
| 1990.      | Џереми Бејтс Кевин Карен (2)                                         | Анри Леконт Иван Лендл                                               | 6:2, 7:6                               |
| 1991.      | Марк Вудфорд Тод Вудбриџ                                             | Грант Конел Глен Мичибата                                            | 6:4, 7:6                               |
| 1992.      | Џон Фицџералд Андерс Јерид                                           | Горан Иванишевић Дијего Наргизо                                      | 6:4, 7:6                               |
| 1993.      | Марк Вудфорд (2) Тод Вудбриџ (2)                                     | Нил Броуд Гари Мулер                                                 | 6:7, 6:3, 6:4                          |
| 1994.      | Јан Апел Јонас Бјеркман                                              | Марк Вудфорд Тод Вудбриџ                                             | 3:6, 7:6, 6:4                          |
| 1995.      | Тод Мартин Пит Сампрас                                               | Јан Апел Јонас Бјеркман                                              | 7:6, 6:4                               |
| 1996.      | Марк Вудфорд (3) Тод Вудбриџ (3)                                     | Себастјан Ларо Алекс О'Брајен                                        | 6:3, 7:6                               |
| 1997.      | Марк Филипусис Патрик Рафтер                                         | Цирил Сук Сандон Стол                                                | 6:2, 4:6, 7:5                          |
| 1998.      | Марк Вудфорд и Тод Вудбриџ против Јонаса Бјеркмана и Патрика Рафтера | Марк Вудфорд и Тод Вудбриџ против Јонаса Бјеркмана и Патрика Рафтера | меч није одигран због кише             |
| 1999.      | Себастјан Ларо Алекс О'Брајен                                        | Марк Вудфорд Тод Вудбриџ                                             | 6:3, 7:6(7:3)                          |
| 2000.      | Марк Вудфорд (4) Тод Вудбриџ (4)                                     | Џонатан Старк Ерик Тајно                                             | 6:7(5:7), 6:3, 7:6(7:1)                |
| 2001.      | Боб Брајан Мајк Брајан                                               | Ерик Тајно Дејвид Витон                                              | 6:3, 3:6, 6:1                          |
| 2002.      | Вејн Блек Кевин Улијет                                               | Махеш Бупати Макс Мирни                                              | 7:5, 6:3                               |
| 2003.      | Марк Ноулс Данијел Нестор                                            | Махеш Бупати Макс Мирни                                              | 5:7, 6:4, 7:6(7:3)                     |
| 2004.      | Боб Брајан (2) Мајк Брајан (2)                                       | Марк Ноулс Данијел Нестор                                            | 6:4, 6:4                               |
| 2005.      | Боб Брајан (3) Мајк Брајан (3)                                       | Јонас Бјеркман Макс Мирни                                            | 7:6(11:9), 7:6(7:4)                    |
| 2006.      | Пол Хенли Кевин Улијет (2)                                           | Јонас Бјеркман Макс Мирни                                            | 6:4, 3:6, [10:8]                       |
| 2007.      | Марк Ноулс (2) Данијел Нестор (2)                                    | Боб Брајан Мајк Брајан                                               | 7:6(7:4), 7:5                          |
| 2008.      | Данијел Нестор (3) Ненад Зимоњић                                     | Марсело Мело Андре Са                                                | 6:4, 7:6(7:3)                          |
| 2009.      | Весли Муди Михаил Јужни                                              | Марсело Мело Андре Са                                                | 6:4, 4:6, [10:6]                       |
| 2010.      | Новак Ђоковић Јонатан Ерлих                                          | Карол Бек Давид Шкох                                                 | 6:7(6:8), 6:2, [10:3]                  |
| 2011.      | Боб Брајан (4) Мајк Брајан (4)                                       | Махеш Бупати Леандер Паес                                            | 6:7(2:7), 7:6(7:4), [10:6]             |
| 2012.      | Макс Мирни Данијел Нестор (4)                                        | Боб Брајан Мајк Брајан                                               | 6:3, 6:4                               |
| 2013.      | Боб Брајан (5) Мајк Брајан (5)                                       | Александер Пеја Бруно Соарес                                         | 4:6, 7:5, [10:3]                       |
| 2014.      | Александер Пеја Бруно Соарес                                         | Џејми Мари Џон Пирс                                                  | 4:6, 7:6(7:4), [10:4]                  |
| 2015.      | Пјер-Иг Ербер Никола Маи                                             | Марћин Матковски Ненад Зимоњић                                       | 6:2, 6:2                               |
| 2016.      | Пјер-Иг Ербер (2) Никола Маи (2)                                     | Крис Гучиони Андре Са                                                | 6:3, 7:6(7:5)                          |
| 2017.      | Џејми Мари Бруно Соарес (2)                                          | Жилијен Бенето Едуар Роже-Васелен                                    | 6:2, 6:3                               |
| 2018.      | Хенри Континен Џон Пирс                                              | Џејми Мари Бруно Соарес                                              | 6:4, 6:3                               |
| 2019.      | Фелисијано Лопез Енди Мари                                           | Раџив Рам Џо Салисбери                                               | 7:6(8:6), 5:7, [10:5]                  |
| 2020.      | Није одржано — пандемија вируса корона                               | Није одржано — пандемија вируса корона                               | Није одржано — пандемија вируса корона |
| 2021.      | Пјер-Иг Ербер (3) Никола Маи (3)                                     | Рајли Опелка Џон Пирс                                                | 6:4, 7:5                               |
| 2022.      | Никола Мектић Мате Павић                                             | Лојд Гласпул Хари Хелиовара                                          | 3:6, 7:6(7:3), [10:6]                  |
| 2023.      | Иван Додиг Остин Крајичек                                            | Тејлор Фриц Јиржи Лехечка                                            | 6:4, 6:7(5:7), [10:3]                  |

## Рекорди

### Највише титула у појединачној конкуренцији
- Енди Мари: 5 (2009, 2011, 2013, 2015, 2016)

### Највише титула у конкуренцији парова
- Боб Брајан: 5 (2001, 2004, 2005, 2011, 2013)
- Мајк Брајан: 5 (2001, 2004, 2005, 2011, 2013)

### Најстарији победник у појединачној конкуренцији
- Фелисијано Лопез: 37 година и 9 месеци (2019)

### Најмлађи победник у појединачној конкуренцији
- Борис Бекер: 17 година и 6 месеци (1985)

### Највише рангирани шампион (1. место на АТП листи)
- Иван Лендл (1989, 1990)
- Стефан Едберг (1991)
- Лејтон Хјуит (2002)

### Најниже рангирани шампион
- Фелисијано Лопез: 113. место на АТП листи (2019)

### Највише добијених мечева
- Џон Макенро: 42

Извор: